# Гнидава
Гнида́ва —село в Україні, у Вишнівецькій селищній громаді Кременецького району Тернопільської області. Розташоване на півдні району. До 2020 - підпорядковане Коханівській сільській раді.
Біля Гнидави до 1970-х був хутір Лозина. Населення — 373 особи (2003).

## Історія
Поблизу Гнидави виявлено археологічні пам'ятки празької культури.
Перша писемна згадка — 1583 як власність М. Вишневецького.
1703 під назвою Гнидавки — власність князів Острозьких.
1 жовтня 1933 року утворено ґміну Колодне Кременецького повіту і село включено до неї.
При церкві святої Покрови (1728; дерев'яна не зберег.) була багата бібліотека стародруків.
12 червня 2020 року, відповідно до Розпорядження Кабінету Міністрів України від  № 724-р «Про визначення адміністративних центрів та затвердження територій територіальних громад Тернопільської області», село увійшло до складу Вишнівецької селищної громади.
19 липня 2020 року, в результаті адміністративно-територіальної реформи та ліквідації Збаразького району, село увійшло до складу новоутвореного Кременецького району.

## Пам'ятки
На місці знищеної збудована нова церква Покрови Пресвятої Богородиці (1914; мурована), є капличка святої Трійці.

## Пам'ятники
Споруджено пам'ятник полеглим у німецько-радянській війні воїнам-односельцям (1974; скульптор М. Ягода).

## Відомі люди

### Народилися
- Аркадій Шульгай (нар. 1965) —український вчений, доктор медичних наук, професор, проректор з науково-педагогічної роботи Тернопільського національного медичного університету імені І. Я. Горбачевського.

## Галерея

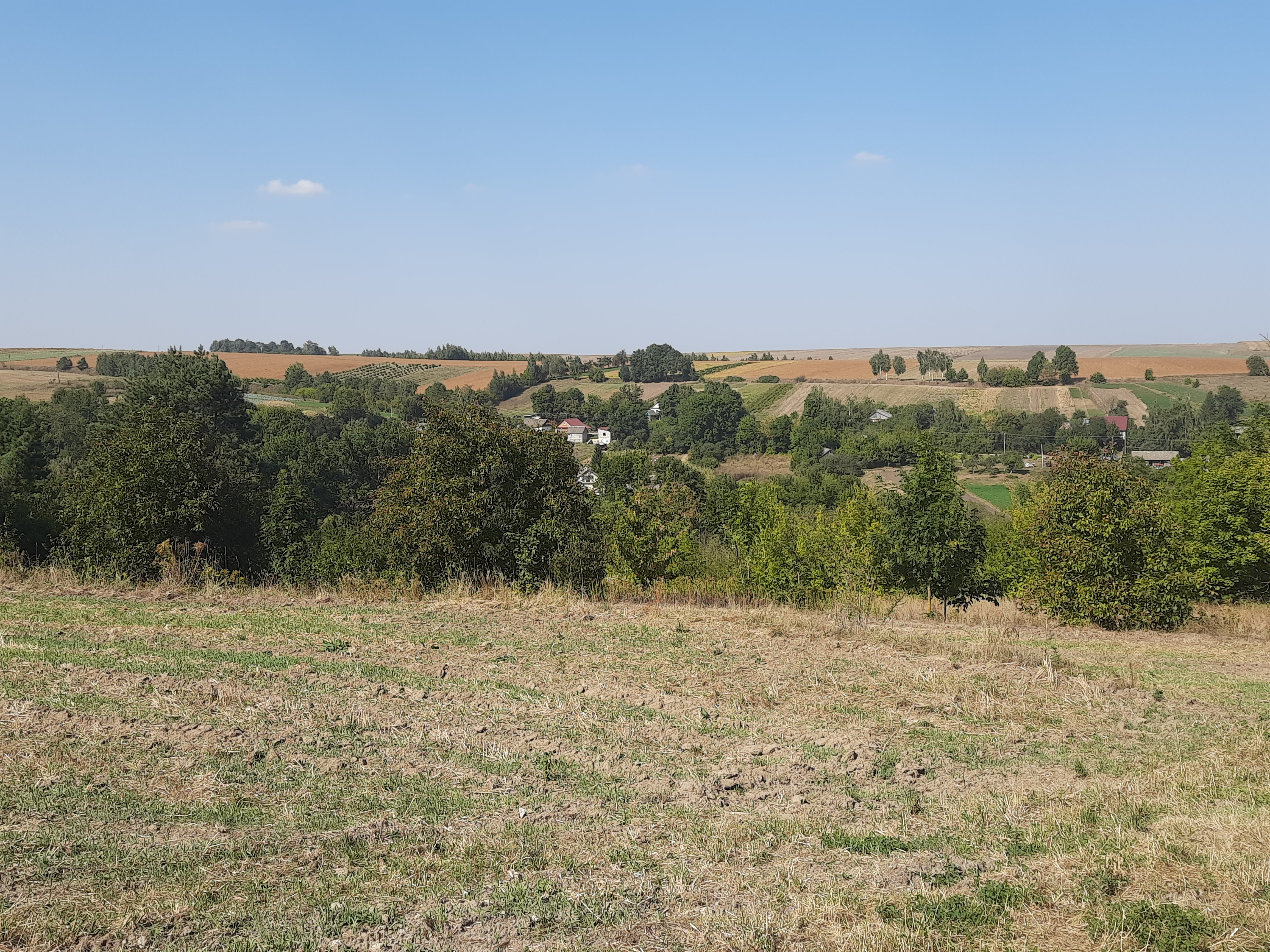
Вигляд на село з пагорба
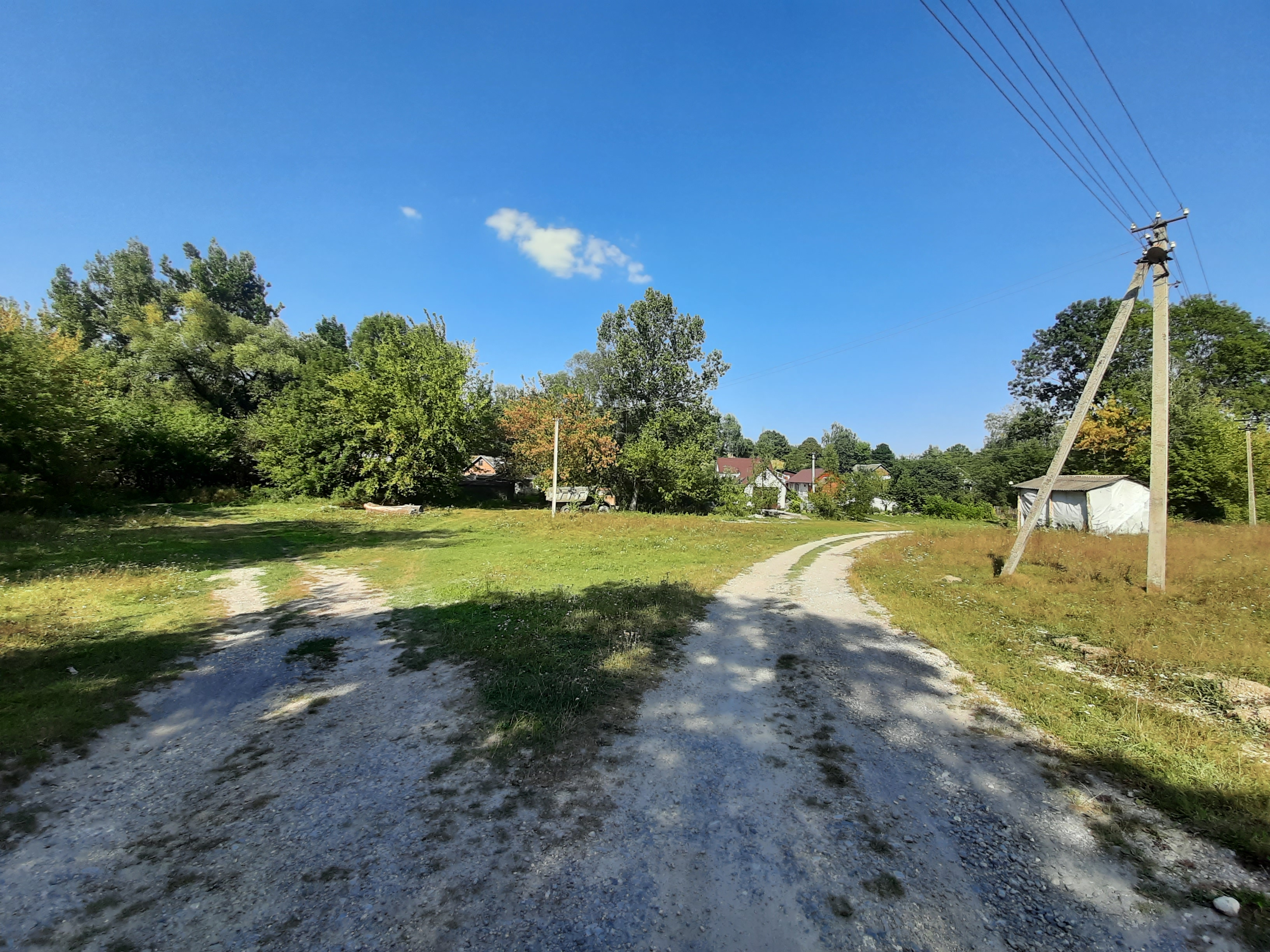
Сільський пейзаж
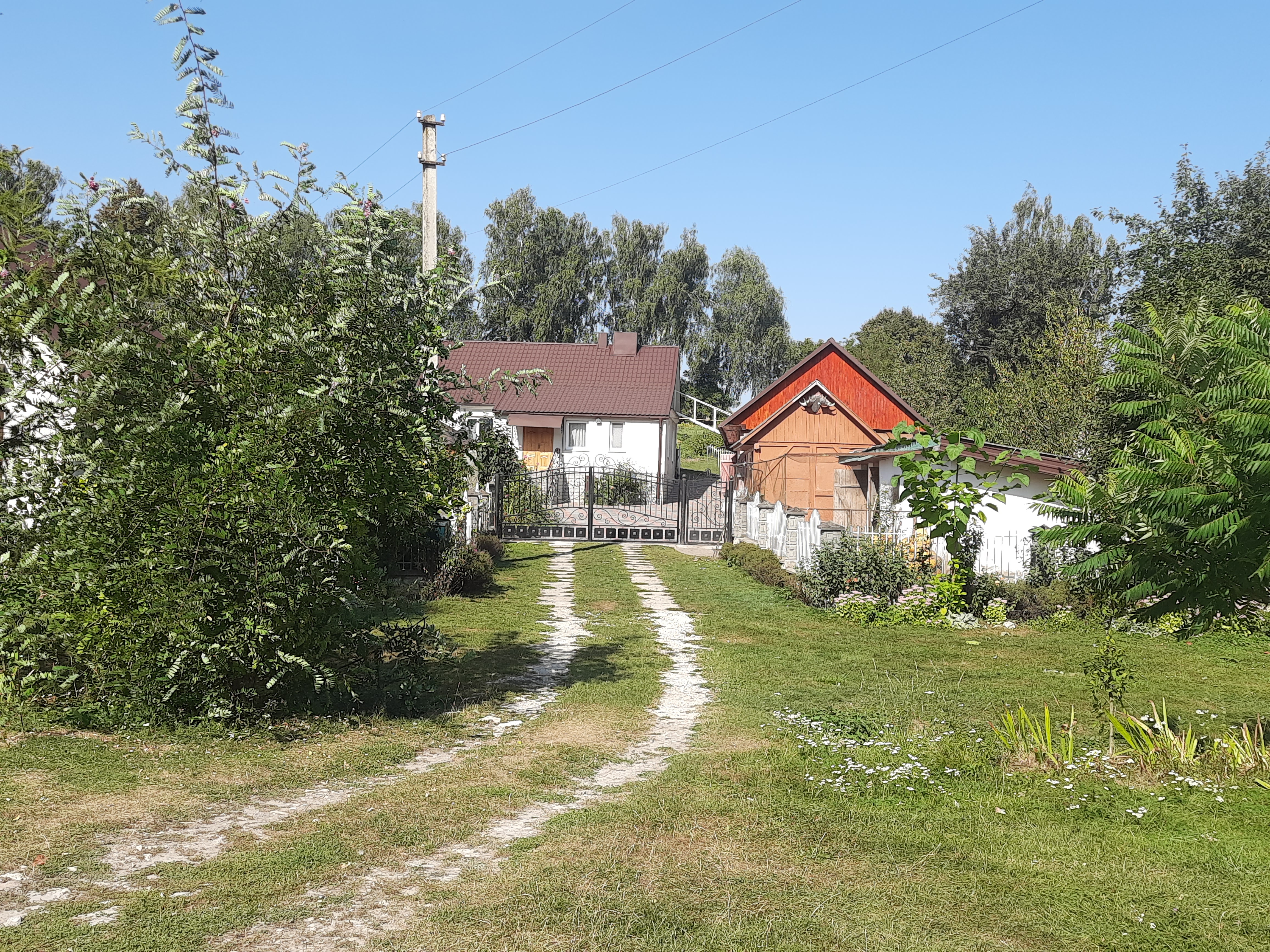
Сільська оселя